# Filip Kubala
Filip Kubala, né le 2 septembre 1999 à Třinec en Tchéquie, est un footballeur tchèque qui évolue au poste d'attaquant au FC Hradec Králové.

## Biographie

### En club
Filip Kubala est formé par le FC Slovácko. Il joue son premier match en professionnel à seulement 16 ans le 4 octobre 2015, lors d'une rencontre de championnat face au Sparta Prague. Il entre en jeu en cours de partie lors de cette rencontre perdue par son équipe sur le score de quatre buts à zéro.
En février 2019, Kubala est prêté en deuxième division tchèque, au Viktoria Žižkov. Il est à nouveau prêté pour la deuxième partie de l'année, cette fois au FK Fotbal Třinec.
En février 2020, Kubala est cette fois prêté au MFK Karviná.
Il est de retour au FC Slovácko pour la saison 2020-2021.
En juillet 2021, Kubala est prêté au FC Hradec Králové pour une saison avec option d'achat.

### En sélection nationale
Avec les moins de 16 ans, il inscrit un but lors d'une rencontre amicale face à la Slovaquie en septembre 2014.